# Sortgrå ryle
Sortgrå ryle (Calidris maritima) er en vadefugl, der ses som en fåtallig gæst i Danmark udenfor dens yngletid. Fuglene kommer fra det nordlige Skandinavien og muligvis også fra Svalbard og det nordlige Rusland, hvor den yngler midt på sommeren.
Den sortgrå ryle ses i Danmark ofte ved moler eller stenede strande, hvor den bl.a. lever af tanglopper. Den findes gerne enkeltvis eller i små flokke. Om vinteren har den karakteristiske gule eller orange ben og gul næbrod.
- En flok sortgrå ryler med en stenvender til venstre
- Den sortgrå ryles æg